# DELE A1
El Diploma de Español como Lengua Extranjera Nivel A1 (DELE A1) constituye un título que certifica el grado de competencia y dominio del español como lengua extranjera a nivel A1 del Marco Común Europeo de Referencia para las lenguas.  
Quien aprueba este diploma es capaz de comprender y utilizar expresiones cotidianas de uso muy frecuente en el idioma español, así como frases sencillas destinadas a satisfacer necesidades de tipo inmediato; cuando puede presentarse a sí mismo y a otros, pedir y dar información personal básica sobre su domicilio, sus pertenencias y las personas que conoce y cuando puede relacionarse de forma elemental siempre que su interlocutor hable despacio y con claridad y esté dispuesto a cooperar.
El Instituto Cervantes otorga este título en nombre del  Ministerio de Educación y Ciencia de España. La Universidad de Salamanca participa en la elaboración de los contenidos y su evaluación. 